# Sideroxylon grandiflorum
Sideroxylon grandiflorum, додоово дрво или тамбалакок, је дрвенаста вишегодишња биљка из фамилије саподила (Sapotaceae). Ова врста је ендемит острва Маурицијуса, а дрво ове биљке је веома цењено као материјал.

## Додо и додоово дрво
Назив додоово дрво потиче од опсервација да се плодовима ове биљке хранила птица додо. Услед смањења бројности популације Sideroxylon grandiflorum на Маурицијусу после изумирања додоа, сматрало се да је за клијање семена ове биљке неопходан додо. Еколошки однос додоа и додоовог дрвета описиван је као облигатни мутуализам. Новија истраживања показују да је у питању заблуда о типу еколошког односа.